# Episodi di Due uomini e mezzo (settima stagione)
La settima stagione della serie televisiva Due uomini e mezzo è stata trasmessa negli Stati Uniti dal 21 settembre 2009 al 24 maggio 2010 su CBS, ottenendo un'audience media di 14.945.000 telespettatori, risultando così una delle serie tv più seguite della stagione televisiva statunitense.
In Italia è stata trasmessa in prima visione assoluta dal 21 agosto 2011 al 30 ottobre 2011 su Steel e va in onda in prima visione free dal 4 luglio 2012 su Rai 2.
| nº | Titolo originale                    | Titolo italiano                               | Prima TV USA      | Prima TV Italia   |
| -- | ----------------------------------- | --------------------------------------------- | ----------------- | ----------------- |
| 1  | 818-JKLPUZO                         | Costipazione... psicosomatica                 | 21 settembre 2009 | 21 agosto 2011    |
| 2  | Whipped Unto The Third Generation   | Una nuova inquilina                           | 28 settembre 2009 | 21 agosto 2011    |
| 3  | Mmm, Fish. Yum.                     | Fine settimana a Laguna Beach                 | 5 ottobre 2009    | 29 agosto 2011    |
| 4  | Laxative Tester, Horse Inseminator  | Un posto tutto per Alan                       | 12 ottobre 2009   | 29 agosto 2011    |
| 5  | For The Sake Of The Child           | Progetto d'amore                              | 19 ottobre 2009   | 4 settembre 2011  |
| 6  | Give Me Your Thumb                  | Grazie, Signore!                              | 2 novembre 2009   | 4 settembre 2011  |
| 7  | Untainted By Filth                  | La rosa bianca                                | 9 novembre 2009   | 11 settembre 2011 |
| 8  | Gorp. Fnark. Schmegle.              | Gulp, gasp, slurp                             | 16 novembre 2009  | 11 settembre 2011 |
| 9  | Captain Terry's Spray-On Hair       | Le pillole della scimmia                      | 23 novembre 2009  | 18 settembre 2011 |
| 10 | That's Why They Call It Ball Room   | È per questo che la chiamano "sala da ballo"! | 7 dicembre 2009   | 18 settembre 2011 |
| 11 | Warning, It's Dirty                 | Attenzione, è sporco                          | 14 dicembre 2009  | 25 settembre 2011 |
| 12 | Fart Jokes, Pie And Celeste         | Canzone disperata                             | 11 gennaio 2010   | 25 settembre 2011 |
| 13 | Yay, No Polyps!                     | Amore segreto                                 | 18 gennaio 2010   | 2 ottobre 2011    |
| 14 | Crude And Uncalled For              | Il barbecue                                   | 1º febbraio 2010  | 2 ottobre 2011    |
| 15 | Aye, Aye, Captain Douche            | Capitano senza cervello                       | 8 febbraio 2010   | 9 ottobre 2011    |
| 16 | Tinkle Like a Princess              | Piantala di schiaffeggiarmi                   | 1º marzo 2010     | 9 ottobre 2011    |
| 17 | I Found Your Moustache              | Notte a Malibù                                | 8 marzo 2010      | 16 ottobre 2011   |
| 18 | Ixnay On The Oggie Day              | Incontro fatale                               | 22 marzo 2010     | 16 ottobre 2011   |
| 19 | Keith Moon Is Vomiting In His Grave | Superpapà                                     | 12 aprile 2010    | 23 ottobre 2011   |
| 20 | I Called Him Magoo                  | Lo chiamavo Magoo                             | 10 maggio 2010    | 23 ottobre 2011   |
| 21 | Gumby With a Pokey                  | Salsicce e pancetta                           | 17 maggio 2010    | 30 ottobre 2011   |
| 22 | This is Not Gonna End Well          | Diamanti                                      | 24 maggio 2010    | 30 ottobre 2011   |

## Costipazione... psicosomatica
- Titolo originale: 818-JKLPUZO
- Diretto da: James Widdoes
- Scritto da: Chuck Lorre, Lee Aronsohn e Mark Roberts (soggetto); Eddie Gorodetsky, Don Foster e Susan Beavers (sceneggiatura)

### Trama
Charlie e Alan incontrano Mia: questa si è ora data al canto e chiede all'ex fidanzato di aiutarla, ma questi in un primo momento rifiuta; quando poi lo racconta a Chelsea, questa gli dà il suo permesso. Nel frattempo gli indizi che Alan è il vero padre della sorellina di Jake sono sempre più forti sebbene lui continui a vedere Melissa. Charlie, dato il conflitto emotivo che vive, viene colpito da stipsi finché non decide di dire addio per sempre a Mia. Melissa, intanto, si è praticamente trasferita da loro contro il suo volere.

## Una nuova inquilina
- Titolo originale: Whipped Unto The Third Generation
- Diretto da: James Widdoes
- Scritto da: Mark Roberts

### Trama
Melissa impone ad Alan di ottenere il permesso per lei di rimanere a casa di Charlie e questi viene costretto da Chelsea ad accettare; quando tuttavia Alan e Melissa organizzano una festa a sua insaputa, Charlie se ne va in albergo, dove il fratello lo raggiunge poco dopo quando viene cacciato dalle due donne dopo aver provato ad imporsi. Alla fine i due fratelli ricorrono ad Evelyn, che le separa rievocando l'avventura di Melissa con Charlie.

## Fine settimana a Laguna Beach
- Titolo originale: Mmm, Fish. Yum.
- Diretto da: James Widdoes
- Scritto da: Chuck Lorre, Lee Aronsohn e Don Foster (soggetto); Eddie Gorodetsky, Susan Beavers e Jim Patterson (sceneggiatura)

### Trama
Judith e Herb passano un weekend lontano dalla bambina, Milly, che viene affidata alla mamma di Judith Lenor; questa tuttavia chiama Alan quando scatta l'allarme di casa e, giunto sul posto, lei ci prova. Intanto Charlie, in macchina con Jake, investe il gatto di Chelsea e il nipote lo ricatta per guidare la sua auto. Alla fine Alan decide di accompagnare l'ex suocera in clinica, dati i suoi problemi con l'alcol, mentre Charlie scopre che ha investito il gatto del vicino e non quello della fidanzata.

## Un posto tutto per Alan
- Titolo originale: Laxative Tester, Horse Inseminator
- Diretto da: James Widdoes
- Scritto da: Susan Beavers e Eddie Gorodetsky (soggetto); Chuck Lorre, Lee Aronsohn e Mark Roberts (sceneggiatura)

### Trama
Charlie nota che Jake non va molto d'accordo con Chelsea e gli dice di essere più gentile; Alan, intanto, comincia a lavorare per Evelyn per fare un po' di soldi e trovarsi un posto tutto suo nel quale stare con Melissa. Chelsea e Jake fanno ricadere la colpa del loro scontrarsi su Charlie, che accetta pur di avere pace, mentre Alan tenta di sfruttare una casa che Evelyn prova a vendere ma con risultati pessimi.

## Progetto d'amore
- Titolo originale: For The Sake Of The Child
- Diretto da: James Widdoes
- Scritto da: Chuck Lorre, Lee Aronsohn e Mark Roberts (soggetto); Don Foster e Jim Patterson (sceneggiatura)

### Trama
Jake, Charlie e Alan vanno al cinema ma i due fratelli cominciano uno dei loro soliti battibecchi e mettono in imbarazzo il ragazzo. Questi decide di non ritornare a casa dello zio finché i due non si siano dati una regolata e allora Alan e Charlie tentano di risolvere la situazione. Il risultato non è tuttavia dei migliori.

## Grazie, Signore!
- Titolo originale: Give Me Your Thumb
- Diretto da: James Widdoes
- Scritto da: Chuck Lorre e Mark Roberts (soggetto); David Richardson (sceneggiatura)

### Trama
Chelsea soffre di dolori alla schiena e Alan le consiglia una riduzione del seno; Charlie si infuria per questo e lo manda per qualche giorno fuori casa. Nel frattempo Alan va a stare dalla madre. Chelsea, alla fine, rinuncia all'operazione quando Charlie le dice che dopo di essa si noterà di più il suo sedere mentre Alan viene messo in fuga dalla madre quando questa le dice di aspettarsi che si occuperà di lei quando non sarà più autosufficiente.

## La rosa bianca
- Titolo originale: Untainted By Filth
- Diretto da: James Widdoes
- Scritto da: Chuck Lorre, Lee Aronsohn e Don Foster (soggetto); Eddie Gorodetsky, Susan Beavers e Jim Patterson (sceneggiatura)

### Trama
Charlie e Chelsea decidono di sposarsi in giugno in un rinomato hotel ascoltando quanto detto loro da Evelyn. La sera Charlie e Alan vanno a bere e qui rimorchiano una ragazza. Charlie, seguendo il consiglio della madre, decide di non raccontare niente alla futura sposa.

## Gulp, gasp, slurp
- Titolo originale: Gorp. Fnark. Schmegle
- Diretto da: James Widdoes
- Scritto da: Chuck Lorre, Lee Aronsohn e Mark Roberts (soggetto); Don Foster, Eddie Gorodetsky, Susan Beavers e Jim Patterson (sceneggiatura)

### Trama
Chelsea e Charlie escono a cena con un'amica della donna, Gale, che si è appena lasciata col fidanzato. I due le offrono ospitalità ma Charlie teme di non saperle resistere: quando Alan ci prova con lei, Gale se ne va di sua volontà.

## Le pillole della scimmia
- Titolo originale: Captain Terry's Spray-On Hair
- Diretto da: James Widdoes
- Scritto da: Don Foster, Eddie Gorodetsky, Susan Beavers e Jim Patterson (soggetto); Chuck Lorre, Lee Aronsohn e Mark Roberts (sceneggiatura)

### Trama
Charlie scopre di non soddisfare più Chelsea e ne rimane sconvolto; dopo aver cercato di risolvere il problema, la futura sposa gli confessa che il motivo della sua inibizione sta nel fatto che il suo ex marito si sta sposando. Dopo che Charlie la consola, tutto si risolve.

## È per questo che la chiamano "sala da ballo"!
- Titolo originale: That's Why They Call It Ball Room
- Diretto da: James Widdoes
- Scritto da: Chuck Lorre e Jim Patterson (soggetto); Lee Aronsohn, Mark Roberts, Don Foster e Eddie Gorodetsky (sceneggiatura)

### Trama
Charlie, per far contenta Chelsea, accetta di prendere delle lezioni di ballo; durante una di queste le propone di stipulare un accordo prematrimoniale e scopre che lei gli ha taciuto di possedere alcuni beni immobili. Alla fine, dopo un imbarazzante episodio con Alan, i due si riconciliano.

## Attenzione, è sporco
- Titolo originale: Warning, It's Dirty
- Diretto da: James Widdoes
- Scritto da: Chuck Lorre e Mark Roberts (soggetto); Lee Aronsohn, Eddie Gorodetsky e Don Foster (sceneggiatura)

### Trama
Durante i preparativi della cena di Natale, Jake conosce una ragazza mentre la sua fidanzata Celeste è con sua madre: Charlie lo sprona ad avvicinarsi a lei mentre Alan non è affatto d'accordo. Alla fine Jake verrà scoperto e lasciato e anche Chelsea si arrabbia con Charlie.

## Canzone disperata
- Titolo originale: Fart Jokes, Pie And Celeste
- Diretto da: James Widdoes
- Scritto da: Chuck Lorre, Lee Aronsohn, Mark Roberts e Don Foster (soggetto); Susan Beavers, Eddie Gorodetsky, Jim Patterson e David Richardson (sceneggiatura)

### Trama
Alan, in cerca di compagnia, la trova in Herb, anche se Judith si oppone. Jake tenta di rinconquistare Celeste e Charlie tenta di dargli una mano ma non funziona. Alla fine Alan e Herb si vedono "clandestinamente", Jake trova una nuova ragazza e Charlie si prepara per il ritorno di Chelsea.

## Amore segreto
- Titolo originale: Yay, No Polyps!
- Diretto da: James Widdoes
- Scritto da: Chuck Lorre e Lee Aronsohn (soggetto); Mark Roberts, Don Foster e Jim Patterson (sceneggiatura)

### Trama
Charlie non vuole conoscere i genitori di Chelsea e per questo si inventa la scusa di dover subìre una colonscopia; dopo l'intervento, tuttavia, i genitori della donna vengono ospitati a casa di Charlie. I due si riveleranno pieni di pregiudizi finché Tom, il padre di Chelsea, non rivelerà la sua omosessualità lasciando la moglie per un suo vecchio compagno d'armi.

## Il barbecue
- Titolo originale: Crude And Uncalled For
- Diretto da: James Widdoes
- Scritto da: Chuck Lorre e Lee Aronsohn (soggetto); Mark Roberts, Don Foster e Eddie Gorodetsky (sceneggiatura)

### Trama
Alan picchia un uomo che ci prova con la ragazza con cui ha un appuntamento e finisce in galera per tutta la notte. Il giorno dopo lui, Charlie e Chelsea si rivolgono ad un avvocato, Brad, che dopo averli rassicurati non vuole alcun compenso ma chiede solo un'offerta per la sua associazione benefica; li invita poi al barbecue nel suo ranch, ma inizialmente accetta solo Chelsea. Alan fa notare al fratello l'interesse che Brad ha suscitato in lei e quindi, assieme a Charlie e Jake, tenta di raggiungerli senza tuttavia riuscirci. Tornati a casa scoprono che Chelsea è ancora laggiù.

## Capitano senza cervello
- Titolo originale: Aye, Aye, Captain Douche
- Diretto da: James Widdoes
- Scritto da: Chuck Lorre, Lee Aronsohn e Susan Beavers (soggetto); Mark Roberts, Don Foster e Jim Patterson (sceneggiatura)

### Trama
Charlie e Chelsea litigano perché lui è geloso di Brad; dopo qualche giorno i due promessi sposi si rivedono: Chelsea confessa di sentirsi attratta da Brad ma di non averci fatto nulla e chiede a Charlie di impegnarsi nel loro rapporto ma lui, dopo essersi ubriacato la sera prima per la solitudine, vomita in un passeggino. Chelsea quindi annulla le nozze. Evelyn lo viene a sapere e, in un raro momento di empatia materna, consola il figlio affranto.

## Piantala di schiaffeggiarmi
- Titolo originale: Tinkle Like a Princess
- Diretto da: James Widdoes
- Scritto da: Chuck Lorre e Lee Aronsohn (soggetto); Mark Roberts, Don Foster e Jim Patterson (sceneggiatura)

### Trama
Chelsea si trasferisce dal padre e Charlie cade in una profonda depressione. Dopo essere sparito per alcuni giorni ritorna a casa con Betsy, una spogliarellista che ha sposato a Las Vegas; spronato da Alan tenta di recuperare l'amore di Chelsea ma non ci riesce. Successivamente scopre che Betsy è già sposata.

## Notte a Malibù
- Titolo originale: I Found Your Moustache
- Diretto da: James Widdoes
- Scritto da: Chuck Lorre, Lee Aronsohn e Mark Roberts (soggetto); Don Foster, Eddie Gorodetsky e Jim Patterson (sceneggiatura)

### Trama
Charlie e Alan incontrano al cinema Chelsea e Brad; dopo il film, i due fratelli pedinano la donna ma poco dopo rimangono a piedi. Tornati a casa trovano Chelsea, che passa la notte con Charlie ma al mattino se ne va di nuovo. Charlie allora chiede consiglio a Tom ed Ed, il padre della donna e il suo compagno, che gli suggeriscono di trovare un modo per farle sentire la sua mancanza.

## Incontro fatale
- Titolo originale: Ixnay On The Oggie Day
- Diretto da: James Widdoes
- Scritto da: Don Foster, Eddie Gorodetsky e Jim Patterson (soggetto); Chuck Lorre, Lee Aronsohn e Mark Roberts (sceneggiatura)

### Trama
Alan, Charlie e Jake trovano in pizzeria Gale, l'amica di Chelsea, con cui Charlie finisce a letto. Quella stessa notte Chelsea gli telefona dopo aver lasciato Brad, ma quando le confessa di essere stato con la sua migliore amica i due si mollano di nuovo. Il giorno dopo, Chelsea va da Charlie per scusarsi, ma questi è finito di nuovo a letto con Gale e quindi se ne va definitivamente. Alan, intanto, comincia a fare visite a domicilio ad una piacente vedova per fare un po' di soldi, ma Alan inizia a sentirsi un gigolò nonostante si limiti ai massaggi, visto che la donna è solita gemere sguaiatamente. Dopo averle detto chiaramente di sentirsi a disagio, la donna fa sesso con lui e Alan decide di continuare con le visite a domicilio. La sua silenziosa segretaria, che ha sentito tutto, per il suo silenzio chiede lo stesso trattamento "speciale" riservato alla cliente e Alan, pur di non darle un aumento e l'assicurazione sanitaria, accetta.

## Superpapà
- Titolo originale: Keith Moon Is Vomiting In His Grave
- Diretto da: James Widdoes
- Scritto da: Mark Roberts e Don Foster (soggetto); Eddie Gorodetsky e Jim Patterson (sceneggiatura)

### Trama
Jake ospita un suo amico, Eldrige, e i due rubano la birra la frigo dello zio per scolarsela sulla spiaggia. Alan si arrabbia con Charlie per averlo permesso, ma questi gli risponde che a Jake servirà da lezione e che sarà l'alcol stesso a punirlo, infatti i due ragazzi si ritrovano a vomitare nella camera e nel bagno di Alan. Alan si infatua della madre dell'amico di Jake, Lindsay, tanto da farci sesso nel bagno del ristorante in cui vanno a cena. Charlie, infine, dice sia ad Alan che a Jake di coprire le rispettive fughe.

## Lo chiamavo Magoo
- Titolo originale: I Called Him Magoo
- Diretto da: James Widdoes
- Scritto da: Chuck Lorre e Lee Aronsohn (soggetto); Mark Roberts, Don Foster e Susan Beavers (sceneggiatura)

### Trama
Alan e Lindsay decidono di passare il weekend in albergo ma entrambi hanno qualche problema di salute. Charlie, intanto, paga una prostituta per comportarsi in modo simile a Chelsea.

## Salsicce e pancetta
- Titolo originale: Gumby With a Pokey
- Diretto da: James Widdoes
- Scritto da: Chuck Lorre, Lee Aronsohn, Susan Beavers e David Richardson (soggetto); Mark Roberts, Don Foster, Eddie Gorodetsky e Jim Patterson (sceneggiatura)

### Trama
Il nonno di Judith viene a mancare e Alan eredita un orologio a pendolo antico e di valore, che ha intenzione di vendere per fare un po' di soldi; assieme a Jake si reca quindi a Sacramento, ma durante il viaggio di ritorno il bagagliaio si apre e l'orologio va in frantumi. Charlie, intanto, per superare l'insonnia che lo affligge, fuma della marijuana su prescrizione assieme a Berta: vedrà tutte le sue ex tra cui Rose, che però è davvero lì presente.

## Diamanti
- Titolo originale: This is Not Gonna End Well
- Diretto da: Lee Aronsohn
- Scritto da: Chuck Lorre, Lee Aronsohn, Mark Roberts e Don Foster (soggetto); Eddie Gorodetsky, Susan Beavers, Jim Patterson e David Richardson (sceneggiatura)

### Trama
Chelsea invita alla sua festa di compleanno Alan; Charlie le ha già fatto un regalo, una collana di diamanti, ma non ha il coraggio di consegnargliela: decide quindi di ricorrere a Jake, dato che questi gli deve un favore avendo perso la patente al posto suo. Chelsea, durante la festa, si allontana qualche minuto e Charlie, nel tentativo di non farsi vedere, tampona un'auto della polizia, venendo condannato a qualche mese di lavori socialmente utili e scoperto dalla ex fidanzata.